# Man Meadow
Man Meadow är en svensk synthpopgrupp bestående av Niklas Vestberg och Fredrik Olofsson.

## Karriär

### Eurovision Song Contest
2008 tävlade Duon Man Meadow i den polska uttagningen till Eurovision Song Contest med låten Viva la Musica och kom på tredje plats. Ett år senare deltog de återigen i den polska uttagningen och då med bidraget Love is Gonna Get You, som kom på sjätte plats. Båda bidragen skrevs av Thomas G:son.
De tävlar 2012 i Schweiz tyskspråkiga TV-bolag SF:s (Schweizer Fernsehens) uttagning till den nationella finalen Die grosse Entscheidungs Show med låten How does it feel.
Gruppens medlem Fredrik Olofsson var med i såpoperan Vänner och fiender år 2000 och har dansat med bland annat After Dark 1998 .Fredrik har också synts köra och dansa bakom flera artister i Svenska Melodifestivalen bland annat Anna Book, Marie Serneholt, AfterDark, Nina & Kim, Hanna och Lina Hedlund, Jessica Andersson m.fl. Han står dessutom bakom Koreogarfin till flera nummer i samma sammanhang bland annat "Tingeling" I Eurovision Song Contest körade och dansade han bakom Vitrysslands Koldun "Work your magic & ukrainska Ani Lorak 2008 med låten Shady Lady. Niklas Vestberg har arbetat som hallåa på TV4 och hade en av huvudrollerna i Fame på Oscarsteatern.

## Diskografi

### Singlar
- Radical (2008)
- Viva la Musica (2008)
- Love is Gonna Get You (2009)
- "Eaten Alive"
- "Overflow" (2011)
- "How Does It Feel (2012)
- "Kill The Dance Floor" (2013)
- "Take It (All) Off" (2014)